# Алберти, Петер Адлер
Петер Адлер Алберти (дат. Peter Adler Alberti; 10 июня 1851, Копенгаген — 14 июня 1932, Копенгаген) — государственный и политический деятель Дании. Стал широко известен в 1908 году в связи с уголовным делом по обвинению в мошенничестве. Министр по делам Исландии c 1901 по 1904 год.

## Биография
Работал солиситором и являлся сыном уважаемого либерального политика, который был основателем датской системы сберегательных касс. 6 октября 1876 года женился в церкви Холмена, брак окончился разводом. Его карьера в 1890 году началась в «Den sjællandske Bondestands Sparekasse», где участвовал в спекуляциях и сомнительных экономических сделках, отчасти из-за своей лудомании. В 1892 году стал заниматься политической деятельностью, представляя правое крыло либерального движения. В 1895 году присоединился к партии Венстре, став правой рукой Йенса Кристиана Кристенсена.  Второй раз женился 14 июня 1906 года в церкви Богоматери, этот брак также окончился разводом.
С 1901 по 1908 год стал первым министром юстиции, на этом посту показал себя способным и эффективным политиком, хотя часто был авторитарным и дерзким. В течение этого периода радикалы и социал-демократы постоянно обвиняли его в экономических махинациях. Премьер-министр Йенс Кристиан Кристенсен максимально долго игнорировал эти замечания, но в конце концов был вынужден отправить Петера Алберти в отставку. Несколько месяцев спустя, 8 сентября 1908 года, его вновь вызвали в полицию по обвинению хищении 18 миллионов датских крон). Был приговорен к 8 годам заключения, отсидев в итоге в местах лишения свободы с 1912 по 1917 год. После освобождения 20 августа 1917 года стал работать делопроизводителем. Уголовное дело обернулось скандалом, который стал известен по всей Европе, и в нем также фигурировали британские деловые партнеры Петера Алберти. В Дании это привело к отставке кабинета Йенса Кристенсена и на несколько лет отравило политическую атмосферу в стране. По настоящее время это преступление считается одним из самых серьёзных мошенничеств в современной датской истории.
Петер Адлер Алберти нотариально заверил завещание 1 декабря 1925 года. 14 июня 1932 года скончался в больнице после дорожно-транспортного происшествия. 20 июня 1932 года похоронен на кладбище Ассистенс.